# Wappen der Gemeinde Langenpreising
Das Wappen der Gemeinde Langenpreising ist seit dem 21. Dezember 1962 neben der Flagge das offizielle Hoheitszeichen von Langenpreising.

## Blasonierung
„Gespalten; vorne in Rot eine silberne Zinnenmauer, hinten in Blau 6, in 3 Reihen paarweise gestellte goldene heraldische Lilien.“

## Geschichte
Das Wappen wurde vom Passauer Heraldiker Max Reinhart gestaltet.
Das Wappen zeigt symbolisch die zwei wichtigsten Punkte in der Geschichte von Langenpreising auf. So wird das Stammwappen der Grafen von Preysing (In Rot eine Silberne Zinnenmauer) sowie das Wappen des Stiftes Obermünster (In Blau 9 goldene heraldische Lilien) vereinigt. Die Grafen von Preysing hatten seit dem 11. Jahrhundert nachweislich große Besitztümer in Langenpreising. Die Kirche des Ortes kam im 10. Jahrhundert durch Schenkung an das Stift Obermünster, in wessen es bis ins 19. Jahrhundert blieb.
Das Bayerische Staatsministerium des Innern genehmigte mit Beschluss vom 121. Dezember 1962 die Führung des Wappens durch die Gemeinde.